# Robert Lücken
Robert Stephan Alexander Lücken (Amsterdam, 30 april 1985) is een Nederlands voormalig roeier.
Hij studeerde geschiedenis aan de Universiteit van Amsterdam en roeide sinds 2004 voor ASR Nereus. Aanvankelijk was hij een lichte roeier. Hij werd gecoacht door Diederik Simon. Later stapte hij over naar de zware roeiers.

## Levensloop
Lücken maakte deel uit van de Holland Acht. Daarmee won hij een bronzen medaille op het WK van 2009 in Poznań. In 2011 won hij met de Oude Vier van Nereus de Varsity. De Olympische Spelen van Londen miste hij door een blessure. In 2013 werd hij vier zonder stuurman samen met Mechiel Versluis, Kaj Hendriks en Boaz Meylink Europees kampioen in Sevilla (Spanje), en met dezelfde ploeg won hij goud op de wereldkampioenschappen in Chungju (Zuid-Korea). Zij haalden hiermee de eerste Nederlandse wereldtitel sinds het goud van Nico Rienks en Henk-Jan Zwolle in 1991. 
In aanloop naar de Olympische Spelen in Rio de Janeiro in 2016 werd er een nieuwe Holland Acht geformeerd. Ook Lücken werd in de nieuwe ploeg opgenomen. Na een stroeve start en slechte resultaten in de eerste jaren haalde Nederland op het onderdeel Acht bij de Spelen uiteindelijk een bronzen medaille. Met dezelfde boot behaalde Lücken in 2017 tijdens de Europese Kampioenschappen wederom brons.
Om medische redenen stopte hij in 2018 aanvankelijk met roeien. Maar in 2019 maakte hij wederom deel uit van de acht, die op de Wereldkampioenschappen in het Oostenrijkse Ottensheim het zilver wist te winnen. Ook bij de Europese kampioenschappen van 2020 en 2021 zat Lücken in de acht, beide keren met brons als resultaat.

## Palmares
2008
- FISU WK Belgrado M8+

2009
- WK Poznań M8+
- World Cup Luzern M8+

2011
- Varsity

2013
- Varsity
- EK Sevilla M4-
- WK Chugju M4-

2014
- World Cup Sydney M4-

2016
- World Cup Varese M8+
- World Cup Luzern M8+
- Olympische Spelen Rio de Janeiro M8+

2017
- EK M8+ Račice

2019
- EK M8+ Poznań
- WK M8+ Ottensheim

2020
- EK M8+ Poznań

2021
- EK M8+ Varese